# Dilleniaceae
Dilleniaceae је фамилија већином дрвенастих дикотиледоних скривеносеменица, распрострањена у тропским и суптропским областима. Фамилија је присутна у већини класификационих схема, са различитим систематским, односно филогенетским, положајем. APG II (2003) фамилију оставља некласификовану у клади језгра правих дикотиледоних биљака (Eudicots). Фамилија обухвата 11 родова са преко 400 врста. Најбројнији и вероватно најпознатији род је Hibbertia, чије се врсте узгајају као орнаменталне.